# Under Jolly Roger
Under Jolly Roger ist das dritte Studioalbum der deutschen Heavy-Metal-Band Running Wild und erschien 1987. Es markiert vor allem den Image- und Themenwechsel der Band weg vom Okkulten und hin zum Historisierenden.
Der Albentitel bezieht sich auf den Jolly Roger, die traditionelle Piratenflagge.

## Entstehung
Das Album wurde 1987 im Soundhouse Studio in Hamburg aufgenommen und gemischt. Produzent war Dirk Steffens, assistiert von Sänger und Gitarrist Rolf „Rock ’n’ Rolf“ Kasparek.
Das Album erschien 1987 auf CD und LP. 2007 erschien eine remasterte CD-Ausgabe.
Eine erste Tournee zum Album, die von der britischen Band Satan begleitet wurde, führte die Band im Frühjahr 1987 durch Deutschland und auch nach Kopenhagen sowie auf das Metalmania-Festival im polnischen Kattowitz. Nach dieser Tour verließen Schlagzeuger Wolfgang „Hasche“ Hagemann und Bassist Stephan Boriss die Band; an ihre Stelle traten Stefan Schwarzmann und Jens Becker. In der neuen Besetzung erfolgte ein zweiter Tourabschnitt durch Deutschland, Österreich, Schweiz und Ungarn. Bei den beiden Konzerten in München am 9. und 10. November 1987 erfolgte der Mitschnitt von Material für das Livealbum „Ready for Boarding“.
Auf dem Cover ist ein Piratenschiff zu sehen, das als Druck auf dem Segel und auch als Galionsfigur das Bandmaskottchen „Adrian“ hat. Die Rückseite zeigt eine Zeichnung der Bandmitglieder, die als Piraten samt Accessoires (Pistolen, Säbel, Dreispitz, Schatztruhe etc.) dargestellt werden und aus einem Ruderboot an den Strand einer Südseeinsel steigen.
Auf dem Cover ist zudem der Warnhinweis „Warning: Loud Sound Effects!“ aufgedruckt, was sich auf Soundeffekte am Anfang des Albums bezieht. Der dort zu hörende Kanonendonner konnte bei Plattenspielern Schäden am Tonabnehmer verursachen. Ein ähnlicher Effekt wird Aufnahmen der Ouvertüre 1812 von Tschaikowski nachgesagt. Obwohl Derartiges bei CDs nicht mehr zu befürchten ist, wurde der Aufdruck bei späteren Wiederveröffentlichungen beibehalten.

## Titelliste
| LP-Version 1. Under Jolly Roger – 4:42 2. War in the Gutter – 3:19 3. Raw Ride – 4:39 4. Beggar’s Night – 5:05 5. Raise Your Fist – 5:30 6. Land Of Ice – 4:56 7. Diamonds of the Black Chest – 3:07 8. Merciless Game – 3:45 | CD-Version 1. Under Jolly Roger – 4:42 2. Beggar’s Night – 5:05 3. Diamonds of the Black Chest – 3:07 4. War in the Gutter – 3:19 5. Raise Your Fist – 5:30 6. Land of Ice – 4:56 7. Raw Ride – 4:39 8. Merciless Game – 3:45 |

Sämtliche Lieder wurden von Rolf Kasparek komponiert. Ebenso stammen fast alle Texte von ihm, Ausnahmen sind die Lieder Raise Your Fist und Land of Ice, deren Texte von Kasparek und Michael Kupper geschrieben wurden, sowie Merciless Game, das nur von Kupper betextet wurde.

## Bedeutungen einiger Lieder
- Under Jolly Roger und Diamonds of the Black Chest sind die ersten „Piraten“-Lieder der Band, die hier aber noch recht allgemein und klischeehaft gehalten sind und kein explizites historisches Vorbild haben. Under Jolly Roger beschreibt eine Kaperfahrt, Diamonds of the Black Chest erzählt von einer Schatzsuche.
- War in the Gutter beschäftigt sich mit Kämpfen zwischen Jugendbanden.
- Raise Your Fist handelt von jugendlichen Metalfans, die für ihre Leidenschaft von allen Seiten ihres sozialen Umfeldes Missbilligung erfahren.
- Land of Ice hat eine Science-Fiction-Geschichte zum Thema. Wissenschaftler erfinden eine Zeitmaschine, um etwas über die Waffen der Zukunft zu erfahren, aber stattdessen finden sie im Jahr 1999 eine Eiswüste vor, die alle Anzeichen des nuklearen Winters zeigt. Dabei werden sie von den Überlebenden als „Menschen aus der Vergangenheit“ mit ihrer Verantwortung für den Atomkrieg konfrontiert.
- Raw Ride handelt von Streetracing.
- Merciless Game kritisiert, dass zu wenig gegen Hungerkatastrophen in der Dritten Welt getan werde und dort politische Interessen der Menschlichkeit überwiegen.

## Rezeption
Nach Erscheinen wurde vor allem das veränderte Image der Band als lächerlich empfunden. Holger Stratmann vom Rock Hard schrieb dazu, es sei „selten […] einer Gruppe gelungen, sich in so kurzer Zeit derart lächerlich zu machen“ und problematisierte daran, dass „sich die vier Hamburger […] selbst so verdammt ernst nehmen würden“ und „die Musik nur Nebensache“ sei. Entsprechender Kritikpunkt bei der Musik war die mangelnde Abwechslung gegenüber den beiden Vorgängeralben, so wurde festgestellt, dass die Riffs „denen der anderen Alben haargenau gleichen“. Stratmann zog das Fazit, „im Großen und Ganzen [sei] die Platte ein ziemlicher Reinfall.“ und vergab für das Album eine Wertung von 5/10 Punkten.
Rückblickend hat das Album allerdings Klassikerstatus. Auf der Website Powermetal.de wurde festgestellt, das neue Image passe zu der Band, und das Album verfüge darüber hinaus über ein „megacooles Cover und eine ziemlich gute Produktion“ und sei damit insgesamt „eine gute klassische Heavy Metal Platte“. In ähnlicher Form nannte ein Rezensent von metal.de das Album „ein[en] Pflichtkauf für jeden Metaller und den, der es werden will.“
Einige Lieder des Albums avancierten zu Liveklassikern, so waren auf dem 2002 mitgeschnittenen und einfach Live betitelten Album das Titellied zu finden. Das etwas zeitnaher aufgenommene Livealbum „Ready for Boarding“ von 1988 bot mit „Raw Ride“ und „Raise Your Fist“ noch zwei weitere Lieder des Albums, letzteres Lied wurde auch 2000 auf der Tour zu „Victory“ noch gespielt. Auf dem Best-of-Album „20 Years in History“ von 2003 finden sich von „Under Jolly Roger“ ebenfalls das Titellied und Raise Your Fist.
1992 wurde Beggar’s Night für die B-Seite der geplanten Single zum Lied Sinister Eyes neu aufgenommen. Diese Single erschien jedoch nie offiziell; eine nachträgliche Erstveröffentlichung fand die Neuaufnahme 1999 als Bonustrack der Neuauflage von Pile of Skulls.